# تفجير القنصلية الأمريكية في جدة 2016
هي محاولة تفجير مبنى القنصلية الأمريكية حدثت في صباح يوم الإثنين 4 يوليو 2016 الموافق 29 رمضان 1437 هـ، بمدينة جدة غرب السعودية حيث قام شخص يرتدي حزام ناسف يشتبه في انتمائه لتنظيم الدولة الإسلامية (داعش) بمحاولة التسلل إلى القنصلية عن طريق مواقف السيارات لمستشفى سليمان الفقيه وعند اعتراضه من قبل أفراد الأمن الدبلوماسي قام بتفجير نفسه مما أدى لمقتله وإصابة إثنين على الأقل 

## خلفية
في ديسمبر 2004 حاولت خلية تابعة لتنظيم القاعدة في جزيرة العرب الهجوم على القنصلية الأمريكية بجدة واقتحامها، و في مايو 2006 قام مسلح بإطلاق النار بإتجاه مبنى القنصلية قبل أن يقبض عليه من الأمن.

## التفاصيل
قامت الأجهزة الأمنية بتفكيك 6 عبوات ناسفة بالقرب من الموقع المستهدف وقالت وزارة الداخلية (السعودية) أن منفذ الهجوم هو مقيم بالمملكة العربية السعودية و بالثلاثينات من عمره.